# Finland op het Eurovisiesongfestival 1978
Finland nam in 1978 deel aan het Eurovisiesongfestival in Parijs, Frankrijk. Het was de zeventiende deelname van het land op het festival. Het land werd vertegenwoordigd door Seija Simola met het lied Anna rakkaudelle tilaisuus.

## Selectieprocedure
De finale werd gehouden in de studio's van Yle in Tampere en werd gepresenteerd door Klaus Thomasson. In totaal deden er zeven liedjes mee aan deze finale. De winnaar werd gekozen door vijf regionale jury's.

#### Uitslag
| Plaats | Artiest          | Lied                        | Punten |
| ------ | ---------------- | --------------------------- | ------ |
| 1      | Seija Simola     | Anna rakkaudelle tilaisuus  | 271    |
| 2      | Lea Laven        | Aamulla rakkaani näin       | 258    |
| 2      | Katri Helena     | Ystävä                      | 258    |
| 4      | Anneli Saaristo  | Sinun kanssasi, sinua ilman | 221    |
| 5      | Mirumaru         | ABC                         | 193    |
| 5      | Reijo Karvonen   | Lemmenlaulu                 | 193    |
| 7      | Martti Metsäketo | En viipyä voi               | 88     |

## In Parijs
Op het Eurovisiesongfestival zelf trad Finland als vierde van twintig deelnemers aan, na Italië en voor Portugal. Aan het einde van de puntentelling stond Finland op een negentiende plaats, met twee punten.
België en Nederland hadden geen punten over voor de Finse inzending.

### Gekregen punten

#### Finale
| 12 punten | 10 punten | 8 punten | 7 punten    | 6 punten |
| --------- | --------- | -------- | ----------- | -------- |
|           |           |          |             |          |
| 5 punten  | 4 punten  | 3 punten | 2 punten    | 1 punt   |
|           |           |          | - Noorwegen |          |

### Punten gegeven door Finland

#### Finale
Punten gegeven in de finale:
| 12 punten | Duitsland   |
| 10 punten | Israël      |
| 8 punten  | Monaco      |
| 7 punten  | Spanje      |
| 6 punten  | België      |
| 5 punten  | Griekenland |
| 4 punten  | Zweden      |
| 3 punten  | Ierland     |
| 2 punten  | Frankrijk   |
| 1 punt    | Zwitserland |

1961 · 1962 · 1963 · 1964 · 1965 · 1966 · 1967 · 1968 · 1969 · 1970 · 1971 · 1972 · 1973 · 1974 · 1975 · 1976 · 1977 · 1978 · 1979 · 1980 · 1981 · 1982 · 1983 · 1984 · 1985 · 1986 · 1987 · 1988 · 1989 · 1990 · 1991 · 1992 · 1993 · 1994 · 1995 · 1996 · 1997 · 1998 · 1999 · 2000 · 2001 · 2002 · 2003 · 2004 · 2005 · 2006 · 2007 · 2008 · 2009 · 2010 · 2011 · 2012 · 2013 · 2014 · 2015 · 2016 · 2017 · 2018 · 2019 · 2020 · 2021 · 2022 · 2023 · 2024 · 2025